# Мастер (Доктор Кто)
Мастер (англ. The Master) — персонаж британского научно-фантастического телесериала «Доктор Кто». Мастер происходит с планеты Галлифрей и является антагонистом и бывшим лучшим другом Доктора, с которым они вместе учились в Академии Повелителей времени.
Первым актёром, сыгравшим Мастера, был британский актёр Роджер Дельгадо, который играл роль злодея в период с 1971 года до своей кончины в 1973 году. Во всех сезонах с участием Первого Мастера в исполнении Дельгадо он противостоял Третьему Доктору в исполнении Джона Пертви. Первый Мастер впервые появился в первой части сюжетной арки «Террор автонов» в 1971 году, а в последний — в финале сюжетной арки «Космическая граница».
После гибели Роджера Дельгадо Питер Пратт и Джеффри Биверс поочерёдно сыграли роль Мастера в виде физически разложившейся версии Повелителя времени. Этот Мастер впервые появился в первой части сюжетной арки «Беспощадный убийца» с участием Четвёртого Доктора.
Впоследствии британский актёр Энтони Эйнли стал постоянным актёром Второго Мастера вплоть до самого закрытия классического сериала про Доктора Кто в 1989 году. Регенерация Первого Мастера в виде физически разложившейся версии Повелителя времени, в исполнении Биверса, во Второго, в исполнении Эйнли произошла в финальной части сюжетной арки «Хранитель Тракена», с участием Четвёртого Доктора. Во всех сериях с участием Второго Мастера в исполнении Эйнли он противостоял Четвёртому (Том Бейкер), Пятому (Питер Дэвисон), Шестому (Колин Бейкер) и Седьмому (Сильвестр МакКой) Докторам. В последний раз Второй Мастер появился в сюжетной арке «Выживание» с участием Седьмого Доктора, также являющейся финальной сюжетной аркой всего классического сериала про Доктора Кто вообще.
В фильме «Доктор Кто» 1996 года роль Третьего Мастера исполнил американский актёр Эрик Робертс. В этом фильме Мастер являлся главным антагонистом.
В возрождённом сериале роль Четвёртого Мастера сыграл британский актёр Дерек Джекоби. Этот Мастер впервые появился в серии «Утопия» — первой части финальной трилогии 3 сезона с участием Десятого Доктора. В этой же серии произошла регенерация Четвёртого Мастера, в исполнении Джекоби, в Пятого, в исполнении Джона Симма, который продолжил роль в двух последующих сериях трилогии. Также Джон Симм сыграл роль Мастера в рождественском спецвыпуске «Конец времени». В 8 сезоне Мастер возрождается в женской форме, которую сыграла Мишель Гомес. В 10 сезоне Джон Симм вернулся к роли и сыграл одновременно со своей преемницей Мишель Гомес. В 12 сезоне роль Мастера сыграл Саша Дхаван.

## Создание
Создатели сериала придумали Мастера как возвращающегося злодея, чтобы он был для Доктора тем, кем для Шерлока Холмса был профессор Мориарти. Впервые этот персонаж появился в серии «Террор автонов» (1971). Титул Мастера был специально избран продюсером Барри Леттсом и редактором сценариев Терренсом Диксом как запоминающееся имя суперзлодея. Но этот титул, как и «Доктор», ассоциируется и с учёной степенью — магистр (англ. master).

## История персонажа в сериале

### Ранняя жизнь
В серии «Барабанная дробь» показан восьмилетний Мастер во время церемонии вступления в ряды Повелителей времени. Он предстаёт перед расколом в пространстве-времени под названием Неукротимый Разрыв, в котором можно увидеть весь Вихрь. Доктор утверждает, что взгляд в вихрь времени вдохновляет одних, отпугивает других и сводит с ума третьих. Он предполагает, что именно последнее случилось с Мастером.
Президенту Повелителей времени было предсказано, что Галлифрей падёт. Единственным способом выбраться из временно́й ловушки было переместиться к тому Повелителю, который не был заперт в ней. Их было двое: Доктор и Мастер, Рассилон выбрал Мастера. Он поместил в его голову сигнал с Галлифрея — 4 удара, сердцебиение Повелителя времени, — и запустил на Землю бриллиант из своего скипетра, чтобы связь с настоящим и прошлым была физической. Мастер, как и было запланировано, вернул Повелителей времени, но, узнав о причине своего безумия, он помог Доктору отправить их обратно и сам убил президента.

### Первые появления Мастера
В 8 сезоне, начиная с серии «Террор автонов», Мастер (которого играл Дельгадо) появился в восьми из пятнадцати серий. Он предпочитал маскироваться в обществе и контролировать других, строя коварные планы. Он также не раз пытался использовать другие расы для захвата планет, включая автонов и дэмонов.
Последний показ Дельгадо на экране в роли Мастера был в серии «Космическая граница», где он работал с далеками и огронами, пытаясь спровоцировать войну между империями людей и драконианцев. Его финальная сцена закончилась выстрелом в Доктора и исчезновением Мастера. Дельгадо собирался сыграть Мастера ещё один раз в серии «Финальная игра», в которой его персонаж должен был умереть (а затем регенерировать), спасая Доктора, и где раскрылся бы тот факт, что Мастер и Доктор являются братьями, что объяснило бы в свою очередь, от чего Мастер, при своих возможностях, так и не убил Доктора. Но Дельгадо погиб в автокатастрофе в Турции 18 июня 1973, направляясь на съёмки французской кинокомедии «Тибетский колокол». Эту серию заменили на серию «Планета пауков» (1974), а идею отринули.

### В поисках новой жизни
С кончиной Дельгадо Мастер исчез с экрана на несколько лет. Его следующее появление случилось в серии «Беспощадный убийца» (1976), где актёр Питер Пратт в толстом слое грима появляется как разлагающееся существо в конце своей тринадцатой и последней жизни. Так как ситуация гораздо более серьёзная, то и Мастер намного мрачнее, чем его версия в исполнении Дельгадо. Здесь злобному Повелителю времени почти удалось восстановить свою полную жизнь символами в кабинете Президента Совета Повелителей времени, артефактами Рассилона. Доктор останавливает его, так как это уничтожило бы Галлифрей. После этой истории Мастер опять исчезает с экрана, возвращаясь лишь в 1981. В серии «Хранитель Тракена» ему (Джеффри Биверс, также сильно загримированный) удаётся возобновить себя, захватив тело тракенита по имени Тремас (анаграмма слова «Мастер»), уничтожая исходную личность. В теле Тремаса его играл Энтони Эйнли, и он появлялся в сериале лишь изредка, всё ещё в поисках вечной жизни. В его первом появлении в серии «Логополис» его план по убийству Доктора и захвату Логополиса ненароком вызывает продвинутую энтропию, уничтожающую большую часть известной вселенной (включая Тракен).
Во многих своих появлениях с Пятым Доктором Мастер опять отдаёт предпочтение маскировке, иногда даже без видимой причины. Когда создатели сериала хотели спрятать влияние Мастера в истории, то его персонажа в титрах называли анаграмматическим псевдонимом наподобие «Нил Тоинэй» (Тони Эйнли) или «Джеймс Стокер» (англ. James Stoker — Master's joke, шутка Мастера).
В серии «Пять Докторов» Повелители времени предложили Мастеру новую жизнь взамен на его помощь. Также в этой серии Третий Доктор при встрече с Мастером воскликнул «Jehosaphat» (ивр. יְהוֹשָׁפָט‎, «Бог судья», литер. «Боже правый»), чем ввёл его в ступор. Некоторые фанаты посчитали, что это его настоящее имя.
Финальное появление Эйнли в роли Мастера было в серии «Выживание».

### Жизнь после смерти
Мастер опять появился в фильме «Доктор Кто» (1996). В предисловии Мастер (его сыграл Гордон Типпл) был казнён далеками за свои «злобные преступления».
Мастер переживает казнь, превращаясь в небольшое змееобразное существо. Это существо сбегает из контейнера и забирается в консоль ТАРДИС Доктора, после чего кораблю приходится совершить посадку в Сан-Франциско в конце 1999 года.
Эта форма нестабильна и требует человеческое тело. Мастер вселяется в парамедика Брюса (Эрик Робертс). Но тело Брюса тоже не может долго продержаться с сознанием Мастера, однако в человеческом теле Мастер может плеваться кислотной жидкостью в цель. В попытке получить доступ к Оку Гармонии, чтобы украсть регенерации Доктора, его новое тело оказывается затянуто в Око.
Получив тело парамедика, Мастер вначале надевает кожаный плащ и солнечные очки, но затем переодевается в церемониальный наряд Повелителя времени.

### Шалка Мастер
В веб-мультфильме «Крик Шалки» (2003) Мастер, озвученный Дереком Джекоби, путешествовал с Доктором в ТАРДИС в качестве спутника. Теперь у него андроидное тело, которое сконструировал Доктор, и его функциональность зависит от ТАРДИС, поэтому Мастер не может выходить из неё.

### Профессор Яна
Когда телесериал вернулся в 2005, в серии «Далек» сообщается, что все Повелители времени, кроме Доктора, погибли в Войне Времени. Доктор говорил, что, если бы кто-нибудь ещё выжил, он бы почувствовал его телепатически. Но возвращение Мастера предвещается в серии «Пробка», когда Лицо Бо сообщает Десятому Доктору перед смертью: «Ты не один» («You are not alone»).
В серии «Барабанная дробь» раскрывается, что Повелители времени возродили Мастера, чтобы он служил на фронте во время Временно́й войны. Но, увидев императора далеков, принимающего управление «Распинателем» (англ. Cruciform), он сбежал с поля боя, так и не узнав правду о судьбе своего народа. Он принял форму человека таким же образом, как и Доктор в серии «Человеческая природа», и спрятался в конце вселенной в облике профессора Яна (англ. Professor Yana; Дерек Джекоби). Буквы имени Yana являются аббревиатурой предсмертного откровения Лица Бо Доктору «You are not alone» («Ты не один»).
Доктор встречается с профессором в эпизоде «Утопия», а Марта Джонс ненароком заставляет профессора сосредоточиться на часах-«луковице», содержащих личность Мастера, после чего он становится Мастером. Тогда же Доктор понимает, что означает имя профессора — Яна — «Явится надежда архиодинокому» (англ. YANA — «You are not alone»). В битве со своей помощницей Мастер смертельно ранен выстрелом из лазерного пистолета, но регенерирует в молодую версию, сыгранную Джоном Симмом. Затем Мастер крадёт ТАРДИС Доктора и пытается бежать, но в последний момент Доктор блокирует ТАРДИС своей звуковой отвёрткой, чтобы Мастер мог путешествовать лишь в 100 000 000 000 000 год и в 2007.

### Гарольд Саксон
Сбежав с конца вселенной, Мастер прибывает в Великобританию за 18 месяцев перед выборами 2008 года, перед «падением» Харриет Джонс. Мастер принимает личину Гарольда Саксона — высокопоставленного министра в Министерстве обороны. За это время он устанавливает сеть спутников связи «Архангел», позволяющую ему влиять на людей телепатическим полем. С помощью «Архангела» он внушает стране доверие к себе и становится премьер-министром. Во всём этом ему помогает его земная жена Люси.
Мастер вступает в союз со вторгающимися токлафанами (на самом деле — людьми из конца вселенной), становясь правителем Земли и превращая нации в заводы и космопорты для армады боевых кораблей. С помощью своего нового оружия (лазерной отвёртки) он состаривает Доктора до такой степени, что он становится крошечным стариком, помещающимся в птичьей клетке. Пока Мастер готовится воевать со вселенной, Доктор возвращает силы с помощью Марты Джонс и «Архангела». Он желает держать Мастера у себя в ТАРДИС, но того убивает Люси выстрелом из пистолета.
Тем не менее Мастер возвращается в рождественском спецвыпуске «Конец времени». Некий культ пытается его возродить, однако процесс срывает Люси Саксон. Из-за этого Мастер ещё больше теряет рассудок, его волосы становятся светлыми, появляются неканонические способности, вроде молний из рук и прыжков на огромные расстояния. Он использует Врата Бессмертия для того, чтобы превратить всех людей на Земле в собственных клонов. Затем Мастер обнаруживает источник «барабанного боя» в голове, который досаждал ему с самого детства и свёл его с ума. Этим источником оказались Повелители времени, а точнее — древний Повелитель Рассилон (Тимоти Далтон), узнавший от пророка о гибели расы от руки Доктора. Он послал сигнал в голову молодого Мастера, чтобы в будущем тот смог открыть портал на Землю. Но вместе с Повелителями появилась вся планета Галлифрей, а также грозились выйти из ловушки все остальные участники Войны Времени. Узнав, что Повелители собираются уничтожить время и стать бестелесными существами, Мастер попросил Рассилона взять его с собой. Но Доктору удалось отправить Галлифрей и Повелителей времени обратно в войну. Мастер в последний момент помог Доктору, но его самого затянуло с Повелителями в ловушку.
На Галлифрее Повелители «исцелили» Мастера от его состояния энергетического вампира. Ему удалось заполучить свою собственную ТАРДИС и бежать, однако он не рассчитал траекторию и попал на огромный мондассианский колониальный корабль вблизи чёрной дыры. При попытке бежать он выжег дематериализатор ТАРДИС и надолго застрял на нижнем уровне корабля. Замаскировавшись под Рэйзора, он помог мондассианцам превратиться в киберлюдей и провёл десять лет в компании Билл Поттс, тогда как для Доктора прошло всего несколько минут на верхнем уровне из-за сжатия времени вблизи чёрной дыры. В итоге Мастер отдаёт Билл на полное превращение в киберчеловека. Мастеру якобы удаётся переманить Мисси на свою сторону, однако та его предаёт и наносит смертельный удар ножом в спину, зная, что он регенерирует в неё. Однако услышав, что Мисси собирается встать на сторону Доктора, Мастер стреляет ей в спину полным разрядом лазерной отвёртки, по всей видимости убивая её без возможности регенерировать.

### Мисси
В серии «Тёмная вода» становится ясно, что главная антагонистка 8-го сезона Мисси (сокращённое от «Мистресс») — это новое воплощение Мастера. До этого она уже появлялась в сериях «Глубокий вдох», «Внутрь далека», «Смотритель», «Плоскость», «В лесу ночном». В сюжете не объясняется, как Мастер сбежал с Галлифрея и почему он регенерировал. Мисси планировала оживить мёртвых людей, сделав их киберлюдьми, и с их помощью атаковать Землю. В серии «Смерть на небесах» становится ясно, что Мисси — та самая женщина, что дала номер телефона Доктора Кларе, и она же разместила в газете объявление для встречи Доктора и Клары в ресторане в эпизоде «Глубокий вдох». При помощи взрывов киберлюдей над землёй она собиралась убить всё живое на Земле посредством некоего катаклизма, который ей спровоцировать не удалось. В конце серии киберлюди, контролируемые Дэнни Пинком, уничтожают грозовые облака, взрывая себя в них, тем самым разрушая планы Мисси. Клара хочет самолично убить Мастера, но Доктор не даёт ей этого сделать. За секунду до выстрела киберчеловека, который впоследствии оказывается бригадиром Летбридж-Стюартом, Мисси успевает телепортироваться. В серии «Падение Доктора» погибает (возможно) от рук своего предыдущего воплощения (Джон Симм), до этого смертельно его ранив, приведя к своему появлению. Предыдущему воплощению не понравился переход Мисси на сторону Доктора.

### Агент О
Неизвестно как, но Мастер выжил и перевоплотился в новое тело, о чём становится известно из серии «Спайфолл». После воскрешения он посетил Галлифрей, обнаружив на нём нечто, что заставило его разорить и сжечь эту планету, о чём позднее сообщил Доктору.
Затем Мастер вновь объявился на Земле в начале XXI века, притворившись агентом МИ-6 по прозвищу «О». Он вступил в сговор с инопланетной расой касаавин (возможно, из другого измерения), желавшей захватить тела всех людей на планете, и велел им убивать агентов разведки по всему миру, рассчитывая добиться внимания Доктора. Под видом «О» Мастер встретил Тринадцатого Доктора, но она изобличила его и сорвала очередной план по уничтожению человечества, а сам Мастер был отправлен в измерение Касаавин.

## Характер и способности
Мастер является классическим архетипом суперзлодея. Постоянная цель Мастера — управление всем и вся, именно поэтому он и выбрал для себя имя «Мастер» (англ. Master — «повелитель»).
Его основные черты характера — гениальность, социопатия, циничное отношение к человеческой жизни и фантастическое самомнение вместе с манией величия. В серии «Утопия» Доктор называет замаскированного Мастера гением и высоко оценивает его интеллект, прежде чем узнать, кто он на самом деле.
Владеет гипнозом, вызываемым пристальным взглядом и фразой «Я — Мастер, и ты мне будешь подчиняться», телепатией и возможностью регенерации, присущей всем Повелителям времени. Исчерпав все свои регенерации, много раз пытался восстановить их. Обычно Повелители времени могут регенерировать 12 раз, но есть упоминания, что Мастер владеет бо́льшим числом регенераций. В серии «Конец времени» ему удалось возродиться с неизвестным числом новых регенераций.
Во многом Мастер показывает себя как «отражение» Доктора. Мастер и Доктор учились в одном классе на Галлифрее. После их первой встречи на экране Доктор признаётся, что он «весьма надеется» опять встретиться с Мастером. В серии «Пять Докторов» Мастер говорит, что «о космосе без Доктора не следует и думать». Третий Доктор звал Мастера своим лучшим врагом. Когда Мастер умирает на руках Десятого Доктора, то Доктор был сломлен. В спецвыпуске «Последний Повелитель времени» Доктор говорит Мастеру: «Не знаю, кем бы я был без тебя». В серии «Логополис» Доктор говорит о Мастере: «Он — Повелитель времени. Во многом у нас одни и те же мысли». В серии «Беспощадный убийца» Мастеру удаётся послать ложное телепатическое предсказание Доктору, но неизвестно, сделал ли он это сам или с помощью какой-либо технологии. В серии «Конец времени» во время телепатической связи с Мастером Доктор узнал, что стук в голове Мастера существует на самом деле.

## Оборудование
В классическом сериале Мастер обладал ТАРДИС с полностью работоспособными хамелеонными цепями, которые помогали принять ей вид многих вещей, включая вагон для лошадей, ель, компьютер, напольные часы, архитектурную колонну, железную деву и камин. В новом сериале неизвестно, существует ли ещё ТАРДИС Мастера. В серии «Восстание киберлюдей» Доктор утверждает, что его ТАРДИС является последней, хотя тогда он также считал, что является последним Повелителем времени. В серии «Утопия» Мастеру приходится украсть ТАРДИС Доктора, хотя точно неизвестно, как он вообще попал в конец вселенной. В серии «Падение Доктора» Мастер и Мисси неоднократно упоминают о своей собственной ТАРДИС и о том, что она находится на одном из нижних этажей корабля.
Изначальное любимое оружие Мастера — компрессор-уничтожитель ткани, уменьшающий цель до размеров куклы, убивая её. Внешне компрессор напоминает любимое устройство Доктора — звуковую отвёртку. В поздних изображениях компрессор стрелял красным лучом.
В серии «Барабанная дробь» Мастер показывает Доктору своё новое оружие — лазерную отвёртку, убивающую с одного выстрела. Она также может заставлять цель быстро стареть, используя технологию, разработанную профессором Лазарусом («Эксперимент Лазаруса»). Сама отвёртка оснащена биометрической системой, позволяющей лишь Мастеру использовать её.
Мисси использует устройство размером со смартфон, с помощью которого она может получать информацию, а также убивать. Для управления киберлюдьми она использует особый браслет. Также среди её экипировки присутствует зонтик с функцией поиска и считывания информации.

## Критика и отзывы
В 2016 году журнал «Rolling Stone» поместил Мастера на 30 позицию в своём списке «40 величайших телевизионных злодеев всех времён».